# Cerberus FTP Server
Der Cerberus FTP Server (auch CerberusFTP) ist ein auf Windows-basierender FTP-Server. Die Serversoftware unterstützt sowohl verschlüsselte FTP-Sitzungen (FTPS und SFTP) als auch den Zugriff über einen Webclient über HTTP und HTTPS.
Darüber hinaus bietet der Server ein virtuelles Dateisystem. Die Authentifizierung der Benutzer erfolgt entweder über lokale Benutzer bzw. Gruppen, über ein angebundenes LDAP bzw. Active Directory oder über Public-Key-Authentifizierung.

## Geschichte
Der Cerberus FTP-Server wurde ursprünglich im Januar 2000 von Grant Averett entwickelt. Das erste Release erschien im März 2001. Die Software wird jetzt von der US-amerikanischen Firma Cerberus, LLC weiterentwickelt und gepflegt.

## Namensbedeutung
Der Name leitet sich von Kerberos, dem dreiköpfigen Höllenhund ab. Das Logo besteht dementsprechend aus drei stilisierten Hundeköpfen.